# Щастливо число
Щастливо число – число, което се определя така: започвайки с някакво положително цяло число, се изчислява сумата от квадратите на съставящите го цифри в десетичната система и се повтаря процеса, докато сумата стане 1 (където остава) или се повтаря безкрайно в поредица, която не включва в себе си 1. Тези числа, за които този процес завършва на 1 са щастливи, а тези, за които не завършва на 1 са нещастни (или тъжни числа).

## Преглед
По-точно, като се има предвид броя {\displaystyle n=n_{0},} определете последователност {\displaystyle n_{1},n_{2},...}, където {\displaystyle n_{i+1}} е сумата от квадратите на цифрите {\displaystyle n_{i}}. Тогава n е щастливо, ако и само ако съществува i такова, че {\displaystyle n_{i}=1}.
Ако числото е щастливо, то всички членове на поредицата му ще бъдат щастливи, ако е нещастно, всички членове ще са нещастни.
Например 19 е щастливо, тъй като свързаната му последователност е:
12 + 92 = 82
82 + 22 = 68
62 + 82 = 100
12 + 02 + 02 = 1.
143-те щастливи числа до 1000 са:
1, 7, 10, 13, 19, 23, 28, 31, 32, 44, 49, 68, 70, 79, 82, 86, 91, 94, 97, 100, 103, 109, 129, 130, 133, 139, 167, 176, 188, 190, 192, 193, 203, 208, 219, 226, 230, 236, 239, 262, 263, 280, 291, 293, 301, 302, 310, 313, 319, 320, 326, 329, 331, 338, 356, 362, 365, 367, 368, 376, 379, 383, 386, 391, 392, 397, 404, 409, 440, 446, 464, 469, 478, 487, 490, 496, 536, 556, 563, 565, 566, 608, 617, 622, 623, 632, 635, 637, 638, 644, 649, 653, 655, 656, 665, 671, 673, 680, 683, 694, 700, 709, 716, 736, 739, 748, 761, 763, 784, 790, 793, 802, 806, 818, 820, 833, 836, 847, 860, 863, 874, 881, 888, 899, 901, 904, 907, 910, 912, 913, 921, 923, 931, 932, 937, 940, 946, 964, 970, 973, 989, 998, 1000 (последователност A007770 в OEIS).
„Щастието“ на едно число не се променя от пренареждането на цифрите и чрез добавяне или изтриване на произволен брой нули, където и да е в числото.
Самостоятелните комбинации от цифри, които са щастливи числа под 1000 са: (останалата част са пренареждания и/или влагане на нули):
1, 7, 13, 19, 23, 28, 44, 49, 68, 79, 129, 133, 139, 167, 188, 226, 236, 239, 338, 356, 367, 368, 379, 446, 469, 478, 556, 566, 888, 899. (последователност A124095 в OEIS).

## Поведение на последователността
Числа, които са щастливи, следват последователност, която завършва в 1. Всички нещастни числа следват последователности, които достигат до цикъла:
4, 16, 37, 58, 89, 145, 42, 20, 4, 16, …
Всяко число n с m цифри, може да има сума от квадратите на цифрите си най-много 9²×m = 81×m.
За {\displaystyle m=4} и повече,
{\displaystyle n\geq 10^{m-1}>81m}
така че всяко число над 1000 става по-малко при този процес и по-специално, става число със стриктно по-малко цифри. Когато сме под 1000, числото, на което сумата от квадратите на цифрите е най-голяма – 999, е 3 х 81, т.е. 243.
- В диапазона от 100 до 243, числото 199 е даващото най-голяма сума: 163.
- В диапазона от 100 до 163, числото 159 е даващото най-голяма сума: 107.
- В диапазона от 100 до 107, числото 107 е даващото най-голяма сума: 50.

Като се има предвид по-точно интервалите [244,999], [164,243], [108,163] и [100,107], можем да видим, че за всяко число над 99 се получава стриктно по-малко в този процес. По този начин, без значение откъде сме започнали, ние в крайна сметка ще паднем под 100. Задълбочено изчисление показва, че всяко число в интервала [1,99] е или щастливо или попада в по-горния цикъл.
Горното води до интересен резултат, че нито едно положително число, различно от 1, не е равно на сумата на квадратите на цифрите си, тъй като това число ще стане фиксирана точка в описания процес.
Има безкрайно много щастливи числа и безкрайно много нещастни числа. Разгледайте следните доказателства:
- 1 е щастливо число и за всяко h 10h е щастливо, тъй като сумата е равна на 1
- и за всеки н, 2 x 10н е нещастно, тъй като сумата е 4, а 4 е нещастно число.

Наистина „щастието“ на числото се запазва при премахване или поставяне на нули по желание, тъй като те не променят сумата. Вижте по-горното доказателство, по-специално чрез добавяне на нули в края на числото (умножение с 10).
Първата двойка последователни щастливи числа е 31, 32. Първата тройка е 1880, 1881 и 1882. За всяко естествено число n съществува последователност от n последователни щастливи числа. Началото на щастливите числа с най-малко N последователни щастливи числа за n = 1, 2, 3, ... е:
1, 31, 1880, 7839, 44488, 7899999999999959999999996, 7899999999999959999999996,
При разглеждането на първия милион или толкова щастливи числа се оказва, че при тях има естествена плътност от около 0,15. Може би е изненадващо, че щастливите числа не са с асимптотична плътност. Горната плътност на щастливите числа е повече от 0,18577, а долната плътност е по-малко от 0,1138.
Броят на щастливите числа до 10n за n = 1 до 20 са:
3, 20, 143, 1442, 14377, 143071, 1418854, 14255667, 145674808, 1492609148, 15091199357, 149121303586, 1443278000870, 13770853279685, 130660965862333, 1245219117260664, 12024696404768025, 118226055080025491, 1183229962059381238, 12005034444292997294

## Щастливи прости числа
Щастливо просто число е число, което е едновременно щастливо и просто. Такива под 500 са: 
7, 13, 19, 23, 31, 79, 97, 103, 109, 139, 167, 193, 239, 263, 293, 313, 331, 367, 379, 383, 397, 409, 487 (последователност A035497 в OEIS). 
Всички числа, така че и всички прости числа, във формата 10n + 3 или 10n + 9 за n по-голямо от 0 са щастливи. Това не означава, че това са единствените щастливи числа, както е видно от по-горната последователност. За да се уверите в това, обърнете внимание, че:
- Всички тези числа имат поне две цифри;
- Първата цифра винаги ще бъде 1 заради 10н
- Последната цифра винаги ще бъде или 3, или 9.
- Всички други цифри винаги ще бъдат 0 (и следователно, не ще променят сумата от квадратите на цифрите).
  - Последователността за числата, завършваща на 3 е: 12 + 32 = 10 → 12 = 1.
  - Последователността за числата, завършващи на 9 е: 12 + 92 = 82 → 82 + 22 = 64 + 4 = 68 → 62 + 82 = 36 + 64 = 100 -> 1.

Простото число палиндром 10150006 + 7426247×1075000 + 1 също е щастливо със 150,007 цифри, тъй като всичките му нули не променят сумата от квадратите на цифрите, и така {\displaystyle 1^{2}+7^{2}+4^{2}+2^{2}+6^{2}+2^{2}+4^{2}+7^{2}+1^{2}=176}. Пол Джоблинг открива това просто число през 2005 година.
Към 2010 най-голямото известно щастливо просто число е {\displaystyle 2^{42643801}-1} (мерсеново просто число). Десетичното му разширение има 12 837 064 цифри.